# Seidu Salifu
Seidu Salifu, né le 30 novembre 1993, est un footballeur ghanéen évoluant au poste de milieu de terrain.

## Biographie

### En club
Avec l'équipe tunisienne du Club africain, il participe à la coupe de la confédération 2015 et remporte le titre de champion de Tunisie la même année.

### En équipe nationale
Avec la sélection ghanéenne des moins de 20 ans, il dispute la coupe d'Afrique des nations junior 2013 qui se déroule en Algérie puis la Coupe du monde des moins de 20 ans 2013 organisée en Turquie.
Il atteint la finale de la coupe d'Afrique des nations junior, pour être battu par l'Égypte. Il joue par ailleurs six matchs lors du mondial des moins de 20 ans, le Ghana se classant troisième de la compétition.

## Clubs
- 2011-2012 : PFK Turan Tovuz ( Azerbaïdjan)
- 2012-2013 : Wa All Stars ( Ghana)
- 2013-2016 : Club africain ( Tunisie)
- 2016 : Adana Demirspor ( Turquie)
- 2017 : Ümraniyespor ( Turquie)

## Palmarès
- Championnat de Tunisie (1) :
  - Champion en 2015 avec le Club africain

- Coupe d'Afrique des nations junior (0) :
  - Finaliste en 2013 avec l'équipe du Ghana